# Hall of Fame Open 2023
Hall of Fame Open 2023 (cunoscut și ca Infosys Hall of Fame Open din motive de sponsorizare) a fost un turneu de tenis profesionist care s-a jucat pe terenuri cu zgură, în aer liber. A fost un turneu de nivel ATP 250 pe Circuitul ATP 2023. A avut loc la International Tennis Hall of Fame din Newport, Rhode Island, Statele Unite, în perioada 17–23 iulie și a fost cea de-a 47-a ediție a turneului.

## Campioni

### Simplu masculin
Pentru mai multe informații consultați Hall of Fame Open 2023 – Simplu

### Dublu masculin
Pentru mai multe informații consultați Hall of Fame Open 2023 – Dublu

## Puncte și premii în bani

### Distribuția punctelor
| Probă  | C   | F   | SF | QF | R16 | R32 | Q   | Q2  | Q1  |
| Simplu | 250 | 150 | 90 | 45 | 20  | 0   | 12  | 6   | 0   |
| Dublu  | 250 | 150 | 90 | 45 | 0   | N/A | N/A | N/A | N/A |

### Premii în bani
| Probă  | C       | F       | SF      | QF      | R16     | R32    | Q2     | Q1     |
| Simplu | $97,760 | $57,025 | $33,525 | $19,425 | $11,280 | $6,895 | $3,445 | $1,880 |
| Dublu* | $33,960 | $18,170 | $10,660 | $5,950  | $3,510  | N/A    | N/A    | N/A    |

*per echipă